# Mercedes-Benz R129
Mercedes-Benz R129 — двомісний родстер SL-Класу, що прийшов на заміну Mercedes-Benz R107.

## Історія

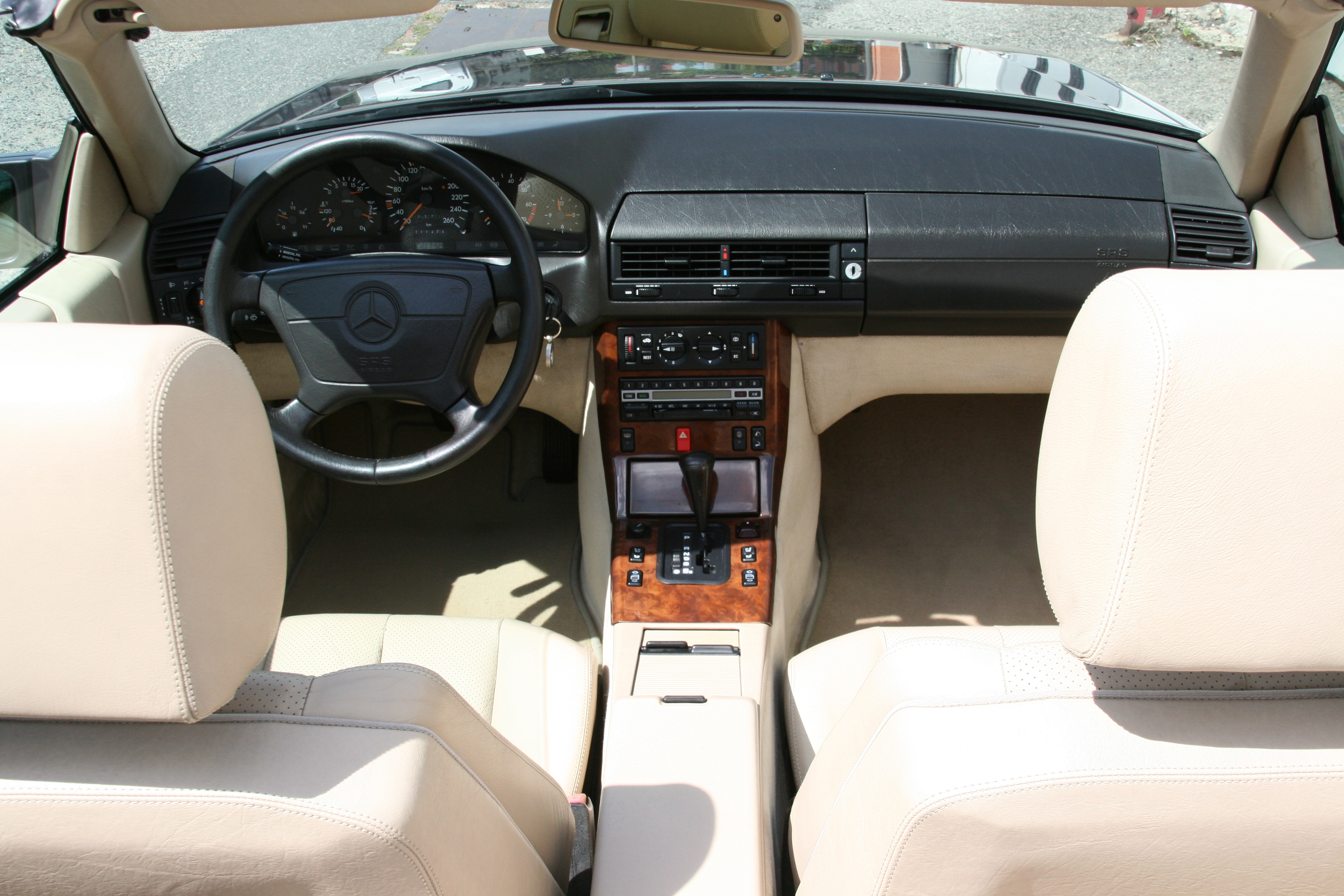

Автомобіль збудований на базі чотиримісного кабріолета Mercedes-Benz W124 і з'явився на початку 1989 року. Мав безліч таких нововведень, як незалежна підвіска і дуга безпеки за сидіннями, що автоматично піднімається (вперше в світі відкрита машина гарантувала безпеку пасажирам при перевороті). Модельний ряд починався з двох шестициліндрових 300 SL і 300 SL-24, і восьмициліндрового 500 SL. У 1992 році його поповнила флагманська серія 600 SL з мотором V12.
У 1993 році концерн Mercedes-Benz приймає нову систему класифікації автомобілів, при якій буквений індекс ставитися попереду цифрового. Утворюється «новий» SL-Клас, моделі 500 SL і 600 SL стають SL 500 і SL 600 відповідно, а 300-ті були замінені на моделі SL 280 і SL 320. Одночасно сталася ще одна важлива подія, фірма AMG стала офіційним партнером Mercedes-Benz і випустила свою модель SL 60 AMG. У 1995 році автомобілі отримали зовнішні косметичні оновлення, а всередині з'явилися бічні подушки безпеки, клімат-контроль і електронна система контролю стійкості. Останні оновлення були зроблені в 1998 році, рядні двигуни на SL 280 і SL 320 були замінені на V6. В кінці 1990-х AMG представила дві рідкісні моделі (всього побудовано не більше 200 одиниць) з двигунами V12 SL 70 AMG (1997) і SL 73 AMG (1998). А в 1999 році сама фірма була куплена концерном Mercedes-Benz і натомість SL 60 AMG з'явився SL 55 AMG.
У липні 2001 року на зміну автомобілю Mercedes-Benz R129 прийшла нова модель R230. Всього за 13 років було випущено 204 940 одиниць спорткара R129 (213 089 з урахуванням нових версій і спеціальних серій).

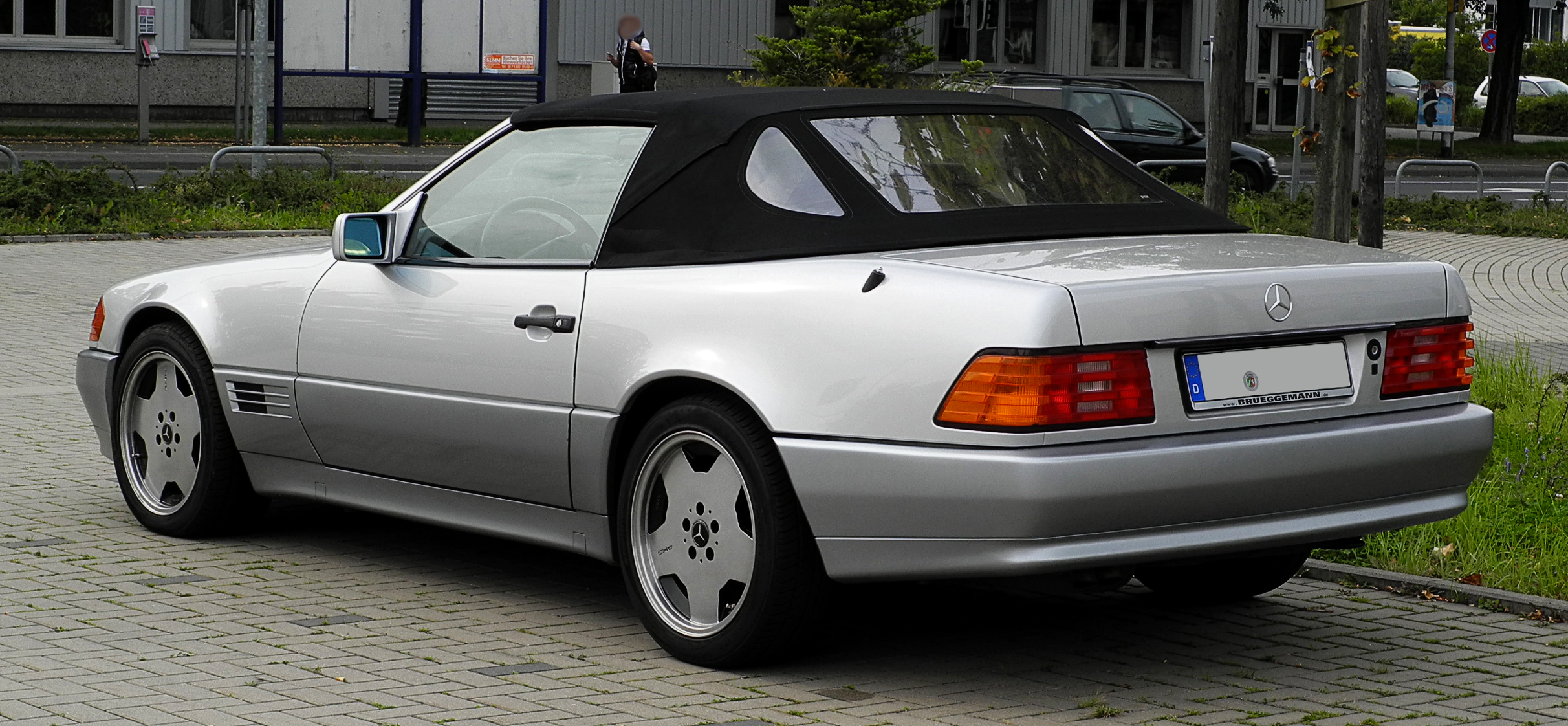
Mercedes-Benz 320 SL з м'яким верхом (1989-1995)
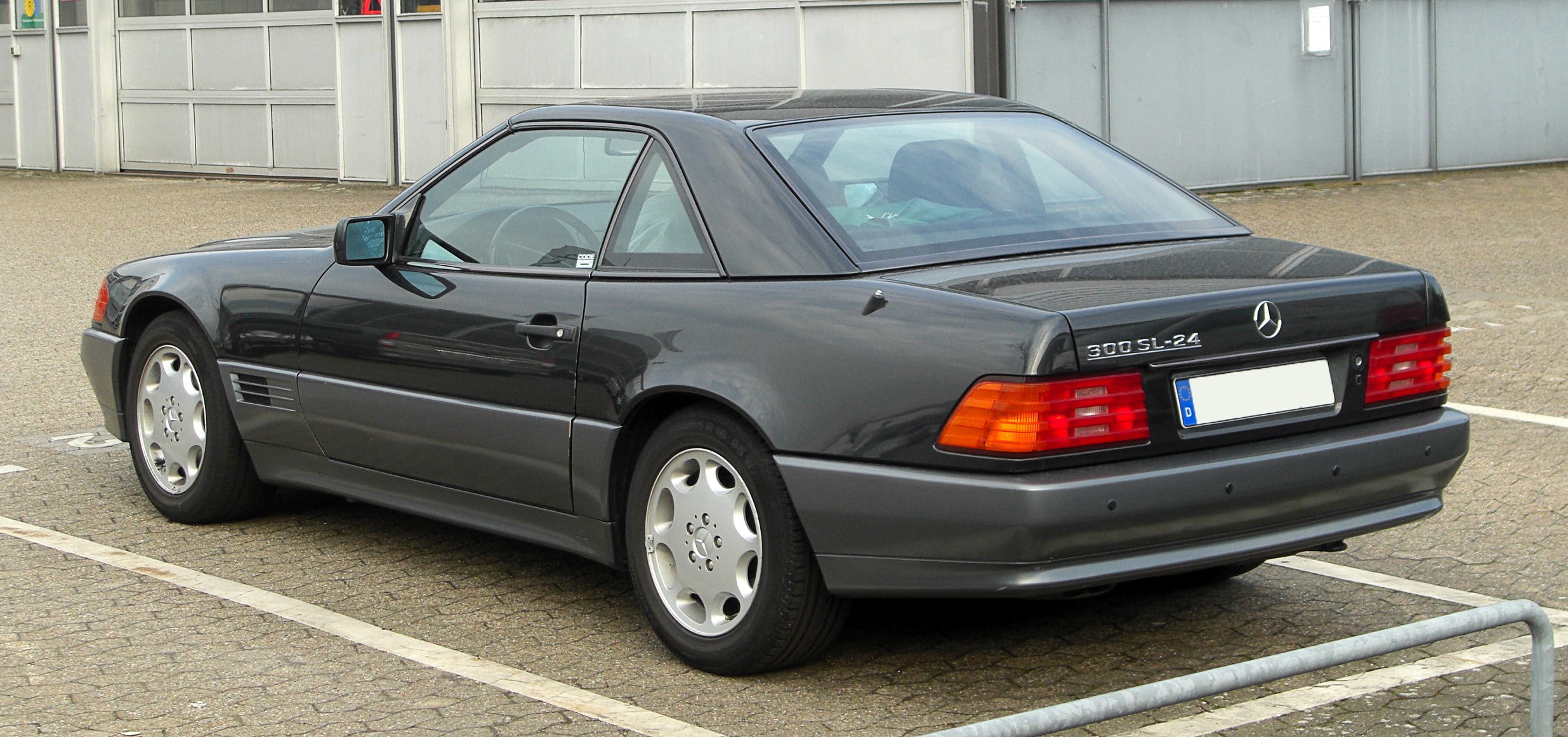
Mercedes-Benz 300 SL-24 (1989-1995)
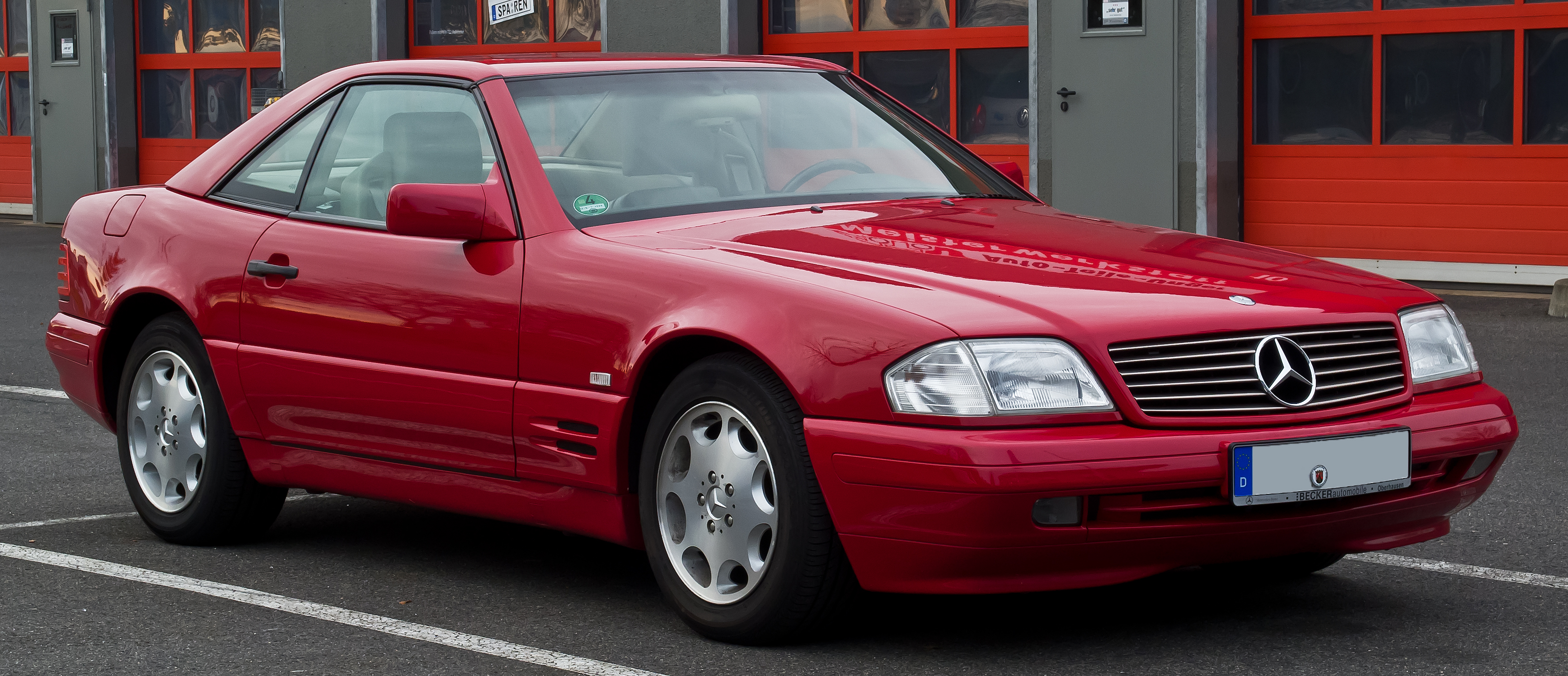
Mercedes-Benz SL 320 (1995-1998)
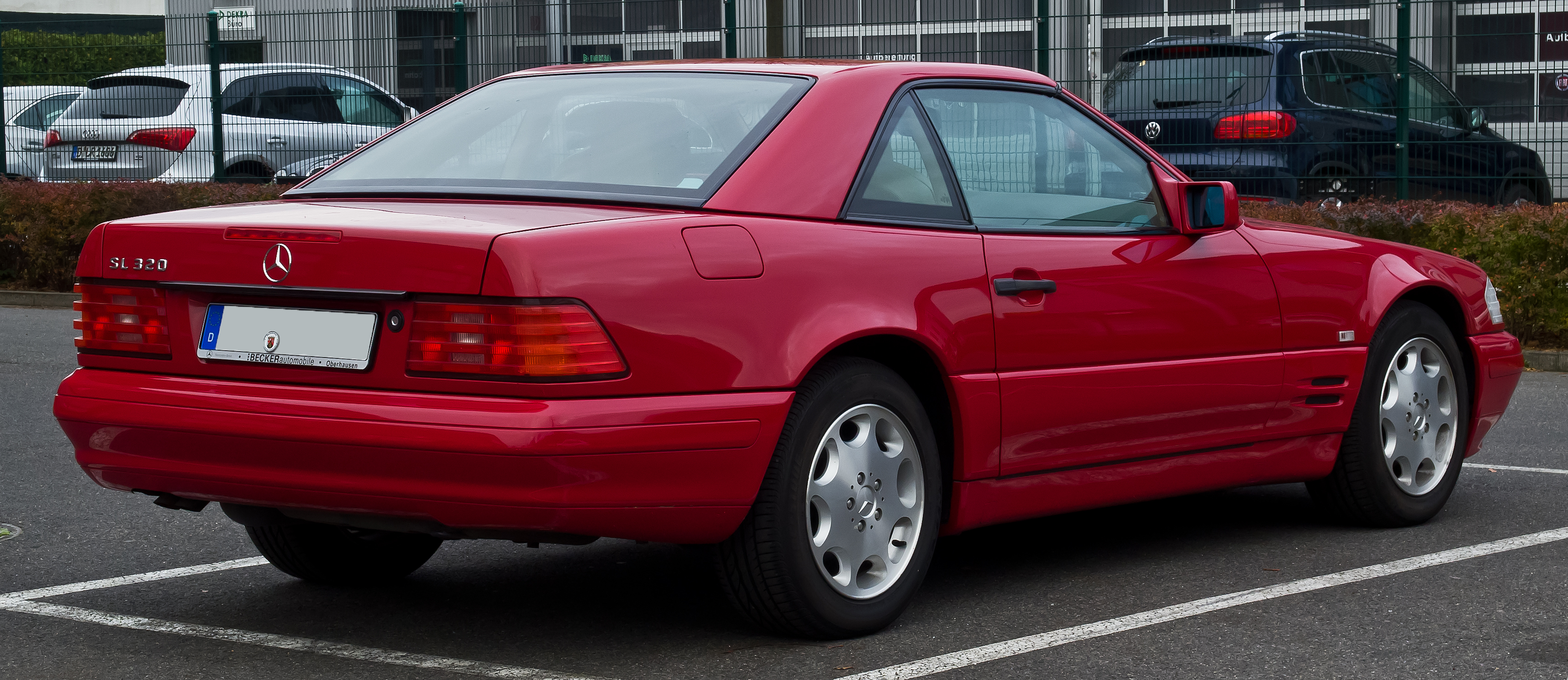
Mercedes-Benz SL 320 (1995-1998)
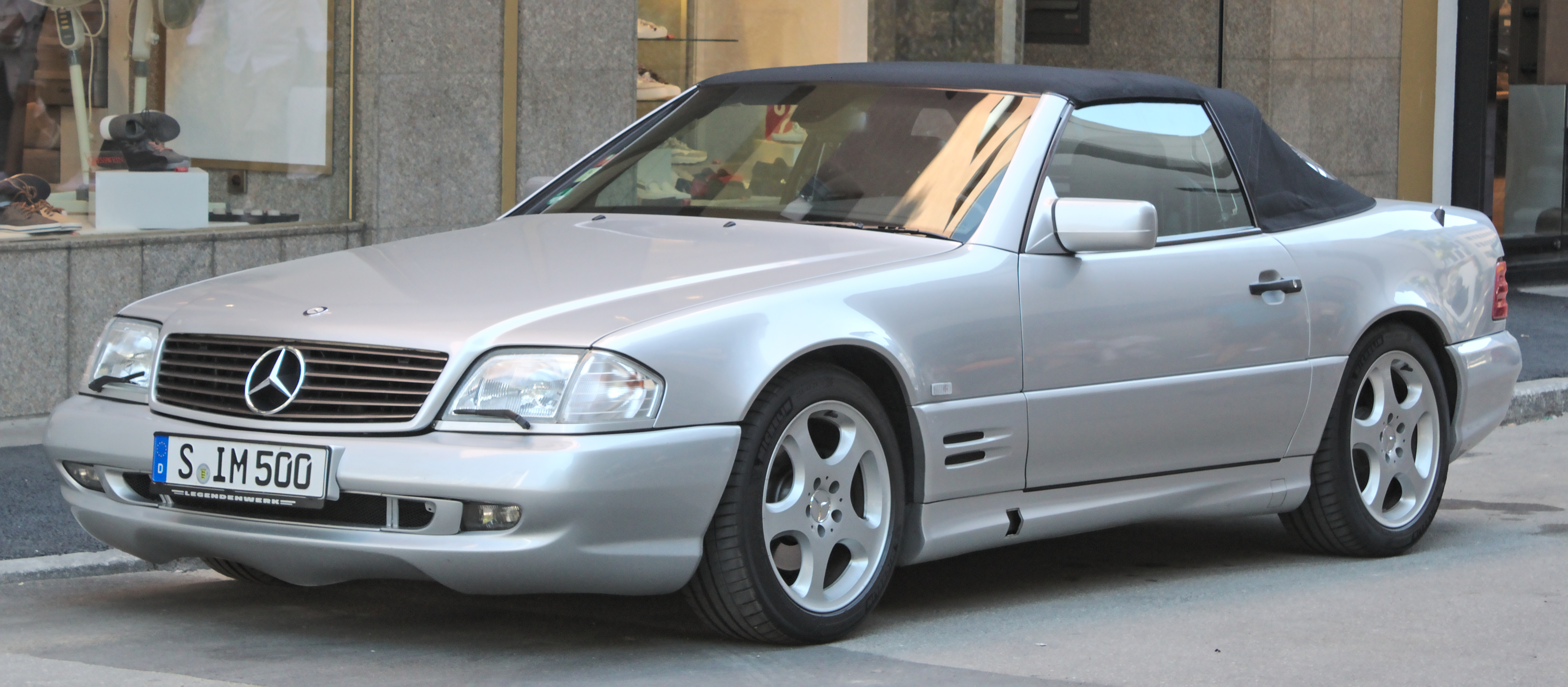
Mercedes-Benz SL 500 (1998-2001)
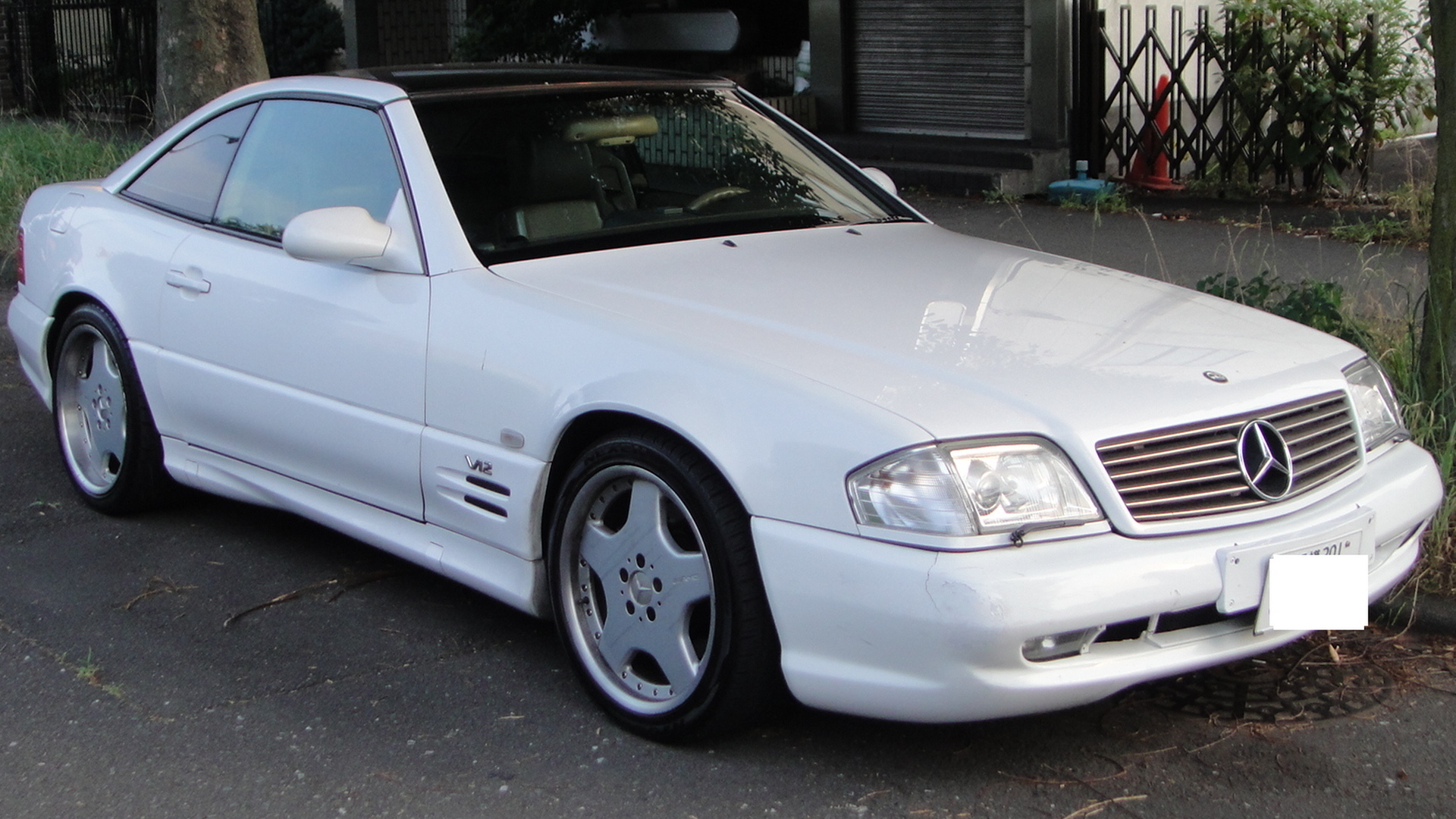
Mercedes-Benz SL73 AMG

## Двигуни
- 2.8 л 193 к.с. (144 kW) I6
- 2.8 л 204 к.с. (152 kW) V6
- 3.0 л 190 к.с. (142 kW) I6
- 3.0 л 231 к.с. (172 kW) I6
- 3.2 л 231 к.с. (172 kW) I6
- 3.2 л 224 к.с. (167 kW) V6
- 5.0 л 326 к.с. (243 kW) V8
- 5.0 л 306 к.с. (228 kW) V8
- 5.5 л 354 к.с. (264 kW) AMG V8
- 6.0 л 381 к.с. (284 kW) AMG V8
- 6.0 л 394 к.с. (294 kW) V12
- 7.0 л 496 к.с. (370 kW) AMG V12
- 7.3 л 525 к.с. (391 kW) AMG V12

## Шасі
Шасі R129 знайоме по автомобілях Mercedes-Benz W201 і Mercedes-Benz W124. Незалежні задня і передня підвіски із стабілізаторами гарантували відмінні характеристики керованості. Багато компонентів були адаптовані до умов збірки, навантаження і завантаження автомобіля; геометрія осі була узгоджена з особливими вимогами привідних характеристик і комфорту.
В якості додаткової допоміжної системи була розроблена інноваційна технологія, що складається з 3 підсистем, і регулююча підвіска в залежності від характеристик руху. Дана система стала попередником активної підвіски, яка надійшла у виробництво на автомобілях CL-класу 1999 року (C215).
Антиблокувальна система була частиною стандартної конфігурації всіх трьох початкових моделей серії. З вересня 1995 року система ESP стала доступна як опція для SL500 і як стандарт для SL600. З грудня 1996 року моделі з 6-циліндровими двигунами також оснащувалися даною системою (в разі, якщо вони оснащувалися автоматичною коробкою передач).
Ще одна система, яка підвищила активну безпеку автомобіля, стала стандартом для всіх моделей R129 і Mercedes-Benz W140 з грудня 1996 року - Brake Assist (BAS). Дана технологія розпізнає екстрене гальмування і, в разі необхідності, автоматично розвиває максимально можливе зусилля, незалежно від реакції людини. Дана система дозволила значно знизити гальмівний шлях автомобіля. На початку квітня 1998 року електронна система стабілізації ESP була включена в пакет стандартного устаткування для моделей SL500 і SL60 AMG. У серпні 1999 року вона також стала стандартом для SL 280 і SL 320.

## Виробництво
- SL 280:  12.319
- SL 300:  39.004
- SL 320:  39.293
- SL 500:  94.048
- SL 600:  11.089
- SL 55 AMG:  65
- SL 60 AMG:  633
- SL 70 AMG: 150
- SL 73 AMG:  42
- SL 36 AMG:  1